# Josef Annegarn

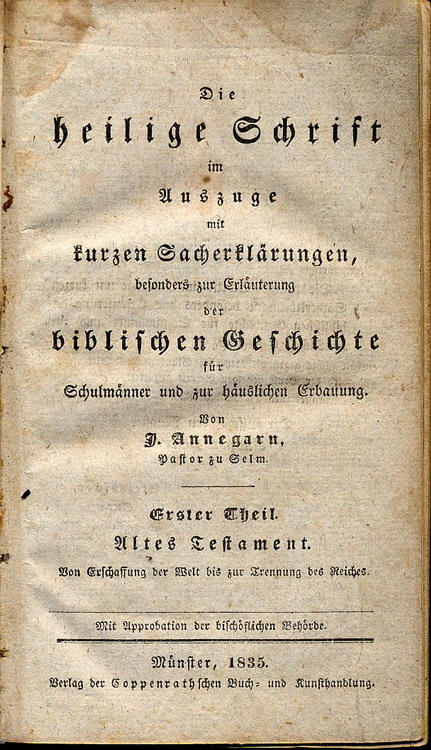
Titelseite der Heiligen Schrift von Josef Annegarn

Josef Annegarn (* 13. Oktober 1794 in Ostbevern; † 7. Juli 1843 in Braunsberg) war ein Theologe, Pädagoge und Professor für Kirchengeschichte und Kirchenrecht.

## Leben
Josef Annegarn war der Sohn des Kötters Joan Annegarn und seiner Frau Maria Annegarn, geb. Burlage. Im Februar 1806 wurde er mit elf Jahren durch den Tod seines Vaters Halbwaise. Er wuchs gemeinsam mit seinen beiden Geschwistern in sehr ärmlichen Verhältnissen in Ostbevern auf.
Ab seinem 14. Lebensjahr besuchte Annegarn das Gymnasium Paulinum in Münster. Von 1813 bis 1818 studierte er Theologie und Philosophie an der „Akademischen Lehranstalt“, dem Vorläufer der Westfälischen Wilhelms-Universität. 
Nach der Priesterweihe 1818 wurde er Vikar der Gemeinde Sankt Lamberti und Lehrer an der von Bernhard Heinrich Overberg geführten Normalschule in Münster. Ab 1830 war Annegarn Pfarrer der Gemeinde St. Fabian und Sebastian in Selm.

1836 wurde er zum Professor am Lyceum Hosianum in Braunsberg berufen. Dort lehrte er Kirchengeschichte und Kirchenrecht, nahm aber auch seelsorgerische Aufgaben wahr. 

„Neben der Erfahrung, die wir selbst machen, ist die Geschichte die beste Lehrerin. Durch sie lernen wir die Dinge nach ihrem wahren Werte würdigen und werden aufgefordert, gut und groß zu handeln. Wer in seiner Zeit zu wirken gedenkt, muss die Geschichte kennen, und wer die Gegenwart recht beurteilen will, dem darf die Vergangenheit nicht unbekannt sein.“

 Bekannt wurde er vor allem durch sein literarisches Schaffen. Seine volkstümliche Weltgeschichte erfuhr in 100 Jahren elf Auflagen und ist heute noch weitverbreitet. Dadurch prägte er für fast ein Jahrhundert den Unterricht an den katholischen Volksschulen in Preußen.
Josef Annegarn starb im Alter von 48 Jahren.

## Ehrungen
Nach ihm sind in seiner Heimatgemeinde Ostbevern eine weiterführende Schule und eine Straße benannt, außerdem eine Straße in Selm.

## Schriften
Außer einer großen Zahl Gebets- und Andachtsbüchern für Katholiken hat er u. a. folgende Bücher verfasst:
- Rechnenbüchlein für Kinder in den Elementarschulen. Münster 1825.
- Lesebuch für die fähigere Jugend in Elementarschulen oder: Lesestücke aus der Natur- und Erdbeschreibung und der vaterländischen Geschichte. Münster 1828.
- Handbuch der Geographie für die Jugend. Münster 1834 (ab der 5. Aufl. 1851 bearb. von Heinrich Overhage).
- Allgemeine Weltgeschichte für die katholische Jugend. 7 Bände. Münster 1827 bis 1829. (ab der 3. Aufl. 1845 in 8 Bänden bearb. von Heinrich Overhage, spätere Ausgaben durch verschiedene Bearbeiter unter dem Titel Annegarn’s Weltgeschichte. 11. und letzte Aufl. 1929/1930).
- Geschichte der Heiligen des Münsterischen Kirchenkalenders und Erklärung der kirchlichen Feste und Zeiten und deren Cäremonien. Münster 1836.
- Naturgeschichte für die Jugend in Volksschulen. Münster 1837.
- Handbuch der Patrologie. Münster 1839.
- Geschichte der christlichen Kirche. 3 Bände. Münster 1842/1843.

## Einzelbelege
1. ↑  Ernst Raßmann: Nachrichten von dem Leben und den Schriften münsterländischer Schriftsteller des achtzehnten und neunzehnten Jahrhunderts. Coppenrath, Münster 1866, S. 5.
2. ↑  Annegarn, Joseph. In: Joseph Bender (Hg.): Geschichte der philosophischen und theologischen Studien in Ermland. Festschrift des Königl. Lyceums Hosianum zu Braunsberg zu seiner fünfzigjährigen Jubelfeier, sowie zur Erinnerung an das vierhundertjährige Bestehen der Hosianischen Anstalten überhaupt. Heyne, Braunsberg 1868, S. 166–167, hier S. 166.
3. ↑  August Enck, Viktor Huyskens: Vorwort. In: Annegarns Weltgeschichte in acht Bänden. Neu bearbeitet und bis zur Gegenwart ergänzt von August Enck und Viktor Huyskens. Band 1. 9. Aufl. Theissing, Münster 1904, S. 3.
4. ↑  Annegarns Weltgeschichte. 11. Aufl., Münster 1929, Band 1, S. XII.

| Personendaten    | Personendaten                      |
| ---------------- | ---------------------------------- |
| NAME             | Annegarn, Josef                    |
| KURZBESCHREIBUNG | katholischer Theologe und Pädagoge |
| GEBURTSDATUM     | 13. Oktober 1794                   |
| GEBURTSORT       | Ostbevern                          |
| STERBEDATUM      | 7. Juli 1843                       |
| STERBEORT        | Braunsberg                         |